# République de Chine aux Jeux olympiques d'hiver de 1972
Cet article contient des informations sur la participation et les résultats de la République de Chine aux Jeux olympiques d'hiver de 1972, qui ont eu lieu à Sapporo au Japon. Il s'agit de leur première participation aux Jeux olympiques d'hiver. 

## Résultats

### Ski alpin

#### Hommes
| Athlète         | Épreuve      | Manche 1      | Manche 1 | Manche 2      | Manche 2 | Total         | Total |
| Athlète         | Épreuve      | Temps         | Rang     | Temps         | Rang     | Temps         | Rang  |
| --------------- | ------------ | ------------- | -------- | ------------- | -------- | ------------- | ----- |
| Chia Kuo-Liang  | Slalom géant | Disqualifié   | –        | –             | –        | Disqualifié   | –     |
| Chen Yun-Ming   | Slalom géant | Disqualifié   | –        | –             | –        | Disqualifié   | –     |
| Wang Cheng-Che  | Slalom géant | 2 min 15 s 80 | 59       | 2 min 19 s 83 | 47       | 4 min 35 s 63 | 47    |
| Hwang Wei-Chung | Slalom géant | 2 min 11 s 29 | 58       | 2 min 29 s 58 | 48       | 4 min 40 s 87 | 48    |

#### Slalom hommes
| Athlète         | Classification | Classification | Finale         | Finale | Finale         | Finale | Finale        | Finale |
| Athlète         | Temps          | Rang           | Temps Manche 1 | Rang   | Temps Manche 2 | Rang   | Total         | Rang   |
| --------------- | -------------- | -------------- | -------------- | ------ | -------------- | ------ | ------------- | ------ |
| Chen Yun-Ming   | 2 min 19 s 65  | 6              | 1 min 27 s 98  | 48     | 1 min 25 s 49  | 34     | 2 min 53 s 47 | 34     |
| Chia Kuo-Liang  | Disqualifié    | –              | 1 min 35 s 23  | 51     | 1 min 32 s 50  | 37     | 3 min 07 s 73 | 37     |
| Hwang Wei-Chung | Disqualifié    | –              | 1 min 33 s 43  | 50     | 1 min 31 s 51  | 36     | 3 min 04 s 94 | 36     |
| Wang Cheng-Che  | 2 min 28 s 89  | 7              | 1 min 31 s 57  | 49     | 1 min 29 s 41  | 35     | 3 min 00 s 98 | 35     |

### Ski de fond

#### Hommes
| Épreuve | Athlète         | Course             | Course |
| Épreuve | Athlète         | Temps              | Rang   |
| ------- | --------------- | ------------------ | ------ |
| 15 km   | Liang Reng-Guey | 1 h 03 min 35 s 66 | 62     |

## Référence
- (en) Cet article est partiellement ou en totalité issu de l’article de Wikipédia en anglais intitulé « Republic of China at the 1972 Winter Olympics » (voir la liste des auteurs).